# یواس‌اس اندین (۱۸۶۳)
یواس‌اس اندین (۱۸۶۳) (به انگلیسی: USS Undine (1863)) یک کشتی بود. این کشتی در سال ۱۸۶۳ ساخته شد.